# Iimoriite-(Y)
La iimoriite-(Y) è un minerale.